# Suprapășunat
Suprapășunatul  este un fenomen de distrugere a covorului vegetal dintr-un ecosistem ca urmare a procesului de pășunare intensivă de către animalele erbivore . Suprapășunatul poate fi definit ca o pașterea a unui număr mare de animalele erbivore (domestice sau sălbatice) pentru o perioadă lungă de timp pe un teren incapabil de a reconstitui vegetația sa, sau pașterea animalelor erbivore pe terenuri (de ex. pante) care nu sunt adaptate pentru pășunat, din cauza unor parametri fizici . Pășunatul excesiv de multe ori duce la eroziunea solului, distrugerea vegetației, deșertificare și altor probleme asociate cu aceste procese.